# ジェネラル・H・H・アーノルドスペシャル
ジェネラル・H・H・アーノルドスペシャル (General H.H. Arnold Special) は、第二次世界大戦時にアメリカ合衆国が実践投入したB-29戦略爆撃機の一機。機体番号#42-6365。アメリカ陸軍航空軍の第20空軍隷下の第20爆撃軍第58爆撃団第468爆撃群第794、795爆撃隊に所属し、後にソビエト連邦に鹵獲されてTu-4戦略爆撃機の原型となった。

## 初期の戦歴
製造は当時アメリカ政府からボーイング社にリースされていたカンザス州ウィチタ工場。機体名は1942年この工場を視察したヘンリー・アーノルド中将に由来し、同工場の労働者の希望によって命名された。

## 不時着から抑留
1944年11月11日、ジェネラル・H・H・アーノルドスペシャルは長崎県大村市の大村海軍航空廠を目標とする大村空襲に僚機95機とともに参加した。この任務において被弾し、帰途損傷のため燃料不足となり成都基地まで帰還できず、「ロシアに向かう」との通信の後、ウラジオストク付近に不時着した。当時対独戦のためのレンドリース法に基づく戦略爆撃機B-29の提供をアメリカに要請し断られていたスターリンは日ソ中立条約を理由としてジェネラル・H・H・アーノルドスペシャルを接収。機長ウェストン・H・プライス大尉、副操縦士ユージーン・ルーターフォード中尉、航法士官エド・モリソン中尉以下乗員11人もソ連に抑留された。1945年1月、乗員は秘密裏に釈放されテヘラン経由でアメリカに帰国したが本機はソ連に没収されたまま返還されなかった。

## ソ連による解体
1945年6月6日、空軍中将アレクサンドル・ゴロワノフの提案を受けてスターリンはツポレフを長とするツポレフ設計局にB-29のコピーを命じた。この時点でソ連には4機のB-29が捕獲されていたが、そのうちの1機である「ケイトポーマット (Cait Paomat / 42-93829)」は事故によって失われており飛行可能な状態で存在したのは3機だった。ジェネラル・H・H・アーノルドスペシャルの他ソ連に捕獲されていたのは第462爆撃群第770爆撃隊に所属した「ランプトランプ (Ramp Tramp / 42-6256)」と第468爆撃群第794爆撃隊の僚機であった「ディングハウ (Ding Hao / 42-6358)」の2機であったが、このうちランプトランプはデータ収集のための試験飛行用として使用され、ディングハウは解体調査の予備機として保管されることとなったため、ジェネラル・H・H・アーノルドスペシャルが解体調査された。解体調査はモスクワ中央飛行場において行われ、ジェネラル・H・H・アーノルドスペシャルは部品単位にまで分解された。解体された10万個以上の部品は綿密に調査され、複製されて大量生産が開始された。ツポレフらはこれら複製された部品と一部ソ連オリジナルの部品から設計を行い、1946年夏、Tu-4が完成した。